# Kayl
Kayl (in lussemburghese: Keel) è un comune del Lussemburgo sud-occidentale. Fa parte del cantone di Esch-sur-Alzette, nel distretto di Lussemburgo.
Nel 2001, la città di Kayl, capoluogo del comune che si trova al centro del suo territorio, aveva una popolazione di 4 237 abitanti. L'altra località che fa capo al comune è Tétange.

## Sport

### Calcio
La squadra principale della città è l'Union 05 Football Club De Kayl Tétange.